# Mario & Luigi: Bowser's Inside Story
Mario & Luigi: Bowser's Inside Story, conocido en España como Mario & Luigi: Viaje al centro de Bowser y en Japón como Mario & Luigi RPG 3!!! (マリオ＆ルイージRPG 3!!! Mario ando Ruīji Ārupījī Surī!!!), es un videojuego de rol, desarrollado por AlphaDream y publicado por Nintendo para Nintendo DS en 2009. Se trata de la tercera entrega de la serie Mario & Luigi tras Mario & Luigi: Superstar Saga y Mario & Luigi: Compañeros en el Tiempo. El 11 de enero de 2019 fue publicado una nueva versión del videojuego titulado Mario & Luigi: Bowser's Inside Story + Bowser Jr.'s Journey para la consola Nintendo 3DS, siendo el último título de Mario para esa consola y el último remake Mario & Luigi antes de la quiebra de AlphaDream.
La trama del videojuego gira en torno a Mario y  Luigi siendo inhalados al cuerpo de su archirrival veterano, Bowser. Mario y compañía aprenden a asistir a Bowser durante la aventura, quien no nota su presencia, al tiempo que combate a Fawful, quien ha tomado control del Reino Champiñón. El videojuego se centra en la cooperación del trío, quienes usan sus habilidades específicas para resolver puzles y luchar contra enemigos para progresar en la historia. Similar a sus predecesores, su estilo de juego de rol enfatiza un sistema de batalla por turnos centrado en la precisión de los ataques, y su naturaleza cómica.
Bowser's Inside Story fue revelado en el Tokyo Press Event de Nintendo, el 2 de octubre de 2008, y su título en inglés y salida en occidente fueron anunciados en el E3 de 2009. El videojuego fue un éxito comercial y crítico, adquiriendo una calificación de 91 % en GameRankings y de 90 en Metacritic, vendiendo 4,13 millones de copias a nivel mundial a abril de 2011, y es hasta el día de hoy el juego RPG de Mario con más ventas, superando a Super Paper Mario de 2007 para la Wii.

## Argumento
El videojuego comienza presentando una enfermedad conocida como Redonditis que azota el Reino Champiñón. Los Toads que se infectan con la enfermedad se inflan como un globo y ruedan incontrolablemente. Ante la situación, la Princesa Peach convoca una reunión en el Castillo Champiñón para encontrar la solución al problema. Starlow, una representante de las Estrellas Estelares que vigila el Reino Champiñón, también asiste al consejo. Durante el transcurso, se descubre que todos los afectados habían comido previamente un champiñón Globus, que les fue vendido por un personaje misterioso, quien secretamente es el científico loco Fawful. Bowser invade el castillo intentando raptar a Peach, pero es derrotado por Mario y luego expulsado del castillo. 
Bowser se encuentra en el "Bosque del Hoyuelo", donde es engañado por Fawful para que coma un "champivortice". El champiñón causa que Bowser aspire sin parar todo lo que encuentre a su paso. Más tarde absorbe a Mario, Luigi, la princesa Peach, Starlow, y sus amigos antes de desmayarse. Con Peach desaparecida y la mayoría de la población incapacitada por la enfermedad, Fawful procede a tomar control del castillo de Peach, mientras su asistente, Metajefe, toma el control del castillo de Bowser. Mario y Luigi, que se han reducido a un tamaño microscópico, exploran el cuerpo de Bowser y logran revivirlo. Bowser no recuerda nada de los recientes eventos y consecuentemente no sabe que los hermanos están dentro de su cuerpo. Bowser solo se comunica con Starlow, quien se apoda "Chippy" para evitar sospechas. Bowser comienza a buscar a Fawful en un intento de reclamar su castillo con la ayuda de los hermanos.
Después de conducir a Bowser a una trampa, Fawful extrae a Peach del interior de Bowser y se apodera de la Estrella Oscura, una entidad poderosa y malvada con un sello que solamente Peach puede romper. Cuando una barricada evita que el trío entre al castillo de Peach, Mario y Luigi salen de Bowser a través de una tubería que lleva a la Ciudad Champiñón y el doctor les dice que deberán coleccionar las tres Estrellas Curativas para poder crear la Cura Milagrosa, un objeto curativo mágico que erradicará la Redonditis y destruirá la barricada. Bowser escucha esto y se apresura a conseguir las estrellas, solamente para ser atrapado en una caja fuerte por uno de sus secuaces que ahora sirven a Fawful. Finalmente, los hermanos consiguen las tres Estrellas Curativas, y la Cura Milagrosa destruye la barricada, erradicando la Redonditis en el proceso.
Bowser es liberado de la caja fuerte y se enfrenta a Fawful en el castillo de Peach, y derrota a Metajefe. El sello de la Estrella Oscura finalmente se rompe, y Fawful intenta absorber su poder, pero es golpeado por Bowser. La Estrella Oscura entra al cuerpo de Bowser, donde comienza a recolectar sus células y absorbe su ADN. Mario y Luigi regresan al cuerpo de Bowser para detenerla, pero la Estrella Oscura escapa y comienza a buscar a Fawful para reclamar el poder que le ha sido robado, solo para que Bowser encuentre y derrote a Fawful primero. La Estrella Oscura absorbe los restos de Fawful y, usando el ADN de Bowser, se convierte en un doppelgänger oscuro y poderoso de Bowser, llamado Dark Bowser. Bowser lucha contra Dark Bowser y, con la ayuda de Mario y Luigi, destruye la Estrella Oscura, y derrota a Dark Bowser. Fawful, que había sido inhalado por Bowser durante la batalla, inicialmente siente remordimiento pero repentinamente se auto destruye en un último esfuerzo para destruir a los hermanos. La explosión causa que Bowser escupa a todos los que se había tragado. Enfurecido por el descubrimiento, procede a luchar con Mario y Luigi, pero es derrotado y se retira a su castillo. Los dos castillos son reconstruidos. Los secuaces de Bowser vuelven a ser leales a él, y Peach envía a Bowser un pastel como una forma de agradecer por sus esfuerzos involuntariamente heroicos.

## Modo de juego
El modo de juego varía entre 3 personajes, Mario y Luigi, quienes son controlados juntos usando los botones A y B de la consola en la pantalla inferior, y Bowser, quien es controlado con los botones X e Y en la pantalla superior. Hay 2 mundos principales, el mundo exterior, que es jugado en una vista aérea, y el mundo dentro del cuerpo de Bowser, el cual es un mundo de desplazamiento lateral en 2D. Aunque la mayor parte del videojuego se juega con Mario y Luigi dentro de Bowser y este último en el mundo principal, los hermanos también tienen la oportunidad de visitar el mundo principal a través de tuberías a medida que se progresa en el videojuego. El modo de juego se alterna entre controlar a los hermanos y controlar a Bowser, pero en determinados momentos se necesitará la cooperación de Bowser junto a los hermanos para poder progresar.
El sistema de batalla de videojuegos anteriores regresa una vez más, esta vez con Bowser como personaje jugable. Las batallas de Bowser son similares a las de Mario y Luigi, aunque se especializa en golpear y exhalar fuego. Durante las batallas de Bowser, puede inhalar para absorber defensas y enemigos desde la pantalla superior, similar al personaje Kirby. Cualquier enemigo inhalado entrará a su cuerpo, donde Mario y Luigi lucharán en su lugar. Junto a los ataques tándem de Mario y Luigi, Bowser tiene su propio conjunto de ataques especiales que usan la pantalla táctil del Nintendo DS. Similar a como Mario y Luigi pueden desbloquear habilidades encontrando bloques de habilidades, Bowser puede adquirir nuevos ataques rescatando a sus secuaces enjaulados, o encontrando bloques vivientes en forma de gatitos, llamados Gatiblocks.
Se introduce un nuevo sistema de clasificación en el cual, después que un personaje ha alcanzado un nivel específico, su rango aumentará. Al alcanzar estos objetivos, el personaje recibirá un bonus especial, como un espacio de equipamiento adicional, ser capaz de visitar tiendas especiales o recibir una cierta pieza de equipamiento. Mario y Luigi tienen 6 rangos cada uno, pero Bowser tiene 4. El sistema de insignias de juegos pasados también ha cambiado, ahora poseen efectos que Mario y Luigi pueden usar cargando un medidor con sus ataques. Cuando el medidor esté lleno, los jugadores pueden tocar la pantalla táctil para activar su efecto, que varía dependiendo de la combinación de insignias equipadas, como curación o aumento de estadísticas.
Varios minijuegos están presentes, en los que los hermanos tendrán que ayudar a Bowser desde su interior para ayudarle a progresar. Algunos ejemplos incluyen la "Brazoestación", en que los hermanos golpean objetos brillantes dentro de un músculo para fortalecer los brazos de Bowser; las "Torres Patejas", donde aplastan el músculo de una pierna para fortaleces las piernas de Bowser; y el "Control Barriguil", donde ayudan a digerir la comida que traga Bowser. Hay un lugar llamado "Puesto Rabadilla" en donde el jugador acumula adrenalina para ayudar a Bowser a crecer a un tamaño gigantesco en caso de que sea aplastado, dando lugar a un nuevo sistema de batalla en el que la Nintendo DS es sostenida de forma vertical como un libro, y todos los ataques requieren el uso del stylus y micrófono.

## Desarrollo
Nintendo reveló Mario & Luigi RPG 3' en una conferencia de prensa en Japón, donde se dieron a conocer detalles del videojuego relativos al argumento y modos de juego, asi como el detalle de que el videojuego requeriría un uso extensivo de la pantalla táctil. AlphaDream, desarrolladores de Superstar Saga y Partners In Time, desarrollaron este juego junto con colaboradores experimentados de la serie de Mario como Yoko Shimomura y Charles Martinet trabajando en la música y actuación de voz, respectivamente. En el E3 de 2009, se reveló que el título oficial en inglés del videojuego sería Mario and Luigi: Bowser's Inside Story y que sería lanzado a fines de ese mismo año para Norteamérica y Europa.

## Recepción
Mario & Luigi: Bowser's Inside Story recibió la aclamación de la crítica y es el videojuego mejor calificado de la serie RPG de Mario, con muchas de los elogios apuntando a la jugabilidad mejorada, argumento, humor y el rol de Bowser como el personaje principal. La primera crítica Norteamericana provino de la revista Nintendo Power, que calificó al videojuego con un 9,5/10, diciendo que es «la mejor aventura de Mario al estilo RPG jamás realizada», y que «cualquiera que ame a los personajes de Mario, los videojuegos de rol, o incluso los videojuegos de acción deberían echar un vistazo a Bowser's Inside Story». IGN lo calificó con un 9,5, junto al premio "Elección del Editor". GameInformer calificó al videojuego con un 8,75 de 10 y dándole un premio por "Mejor juego portátil del mes". GameDaily dio al juego una puntuación perfecta, 10/10. Official Nintendo Magazine calificó al juego con un 92 %, diciendo que «Bowser's Inside Story es el videojuego de rol más fresco y vital de la DS en años». GameSpot puntuó al videojuego con 9,0, y le dio el premio "Elección del Editor", alabando el argumento. Blair Herter de X-Play puntuó al videojuego con un 5 de 5, elogiando mucho la trama. Brad Shoemaker de Giant Bomb calificó al videojuego con un 5 de 5, y más tarde la página web lo nombró como el Mejor videojuego de DS de 2009.
Bowser's Inside Story fue el videojuego más vendido en su primera semana de lanzamiento en Japón, con 193 000 copias. Vendió 650 000 copias durante la primera mitad de 2009 y finalizó el año como el 11° videojuego más vendido con 717 940 copias vendidas en el país. De acuerdo al Grupo NPD, Bowser's Inside Story fue el cuarto videojuego más vendido para su mes de lanzamiento con 250 000 copias vendidas en los Estados Unidos. Continuó vendiendo bien en los siguientes meses y había vendido 656 700 en la región para el final de diciembre de 2009.

## Nueva versión
El 8 de marzo de 2018, Nintendo reveló una nueva versión del juego para Nintendo 3DS, titulado Mario & Luigi: Bowser's Inside Story + Bowser Jr.'s Journey.
La adaptación, que sigue al éxito del nueva versión de 3DS de Mario & Luigi: Superstar Saga, presenta gráficos actualizados, música remasterizada, mejoras en la calidad de vida y cambios significativos en el juego, como la reelaboración de movimientos especiales en combate. Si bien la mayor parte del juego se manejó internamente en AlphaDream, las peleas de jefes de "Giant Bowser" fueron asistidas por el desarrollador Arzest y ahora se presentan como modelos 3D completos.
Además, el juego también incluye una nueva historia paralela titulada Bowser Jr.'s Journey, que se centra en la historia de Bowser Jr. durante los eventos de Bowser's Inside Story, jugando de manera similar a la historia paralela de Bowser's Minions que se encuentra en la adaptación de Superstar Saga.
Fue lanzado en Japón en diciembre de 2018, seguido de un lanzamiento mundial en enero de 2019. Además, es el último juego de Mario publicado para la familia de sistemas Nintendo 3DS.
En una entrevista con Game Informer poco después del lanzamiento del juego, el productor de AlphaDream, Yoshihiko Maekawa, y el productor de Nintendo, Akira Otani, declararon que la razón principal para rehacer Bowser's Inside Story para 3DS en lugar de Nintendo Switch se debió a la sincronización; podían crear fácilmente el juego basándose en los activos existentes y, lo que es más importante, querían conservar los elementos de pantalla dual del título original, como los minijuegos y las batallas gigantes. La razón por la que se saltaron una nueva versión de Partners in Time fue porque querían rehacer el título mejor recibido de la serie. Además, querían aprovechar la oportunidad para explorar la dinámica padre-hijo entre Bowser y Bowser Jr., que se manifestó en Bowser Jr.'s Journey.
Si bien la recepción de la crítica fue generalmente positiva, Mario & Luigi: Bowser's Inside Story + Bowser Jr.'s Journey ha tenido un récord de ventas de lanzamiento pobre, siendo no solo el título de Mario & Luigi menos vendido de la serie, sino también el juego menos vendido de Mario de todos los tiempos desde la era del Virtual Boy, un marcado contraste con el lanzamiento original que sigue siendo la entrega más vendida en la subserie. En Japón, vendió menos de 9500 unidades en la primera semana y cayó de las 20 listas principales en la segunda semana. En comparación, del período de tiempo lanzado y otro relanzamiento de un juego anterior de Mario, New Super Mario Bros. U Deluxe vendió 381,469 unidades en un período de tiempo más corto. En comparación con otros ports de Nintendo 3DS de la serie de Mario lanzados en un período de tiempo similar en su primera semana, Luigi's Mansion y Captain Toad: Treasure Tracker vendieron 27,000 y 20,547 unidades respectivamente. El rastreador de ventas de Famitsu informó un total de 34,523 copias vendidas, lo que lo convierte en uno de los juegos menos vendidos en toda la franquicia de Mario.
Dado el enorme fracaso del juego, las acciones de AlphaDream cayeron y la empresa se declaró en bancarrota el 1 de octubre de 2019, lo que llevó a su clausura.